# 毛重楼
毛重楼（学名：Paris pubescens）为黑药花科重楼属的植物。分布于中国大陆的四川、云南等地，生长于海拔2,500米至3,300米的地区，见于高山草丛及林下，目前尚未由人工引种栽培。